# Hold Tight
«Hold Tight» — поп-песня певицы и автора песен Мадонны в среднем темпе, в аранжировке которой используются маршевые барабаны, клавишные арпеджио и разнообразная электроника. Текст песни повествует о триумфе любви в сложное время и содержит призыв держаться друг друга и быть сильными. Песня получила смешанные отзывы музыкальных критиков. Одни хвалили припев и выделяли песню из остальных, другие называли песню тусклой и проходной. Песня попала в чарты некоторых европейских стран, попав в Топ 40 в Финляндии, Венгрии и Испании.

## История создания
Изначально Мадонна планировала выпустить свой тринадцатый альбом Rebel Heart в марте 2015, а выход лид-сингла предполагался на День святого Валентина того же года. Однако пятнадцать демозаписей песен утекли в Сеть между ноябрём и декабрём 2014 года. Это принудило её выпустить шесть песен в iTunes 20 декабря 2014, в качестве предзаказа альбома. Ещё через три дня были слиты в онлайн ещё четырнадцать других песен, включая демоверсию «Hold Tight». 9 февраля 2015 года Мадонна выпустила ещё три трека из альбома, среди которых были законченные версии «Hold Tight», «Iconic» и «Joan of Arc», а также трек-лист альбома.
После релиза на некоторых сайтах предположили, что продюсером песни выступил Райан Теддер. Он до этого подтверждал, что работает над материалом Rebel Heart, добавив, что песни «[Мадонинны] лучшие за десятилетие» и «их совместные треки трудно описать». Однако версия Теддера не попала в финальный трек-лист альбома, хотя слухи и называли его продюсером «Hold Tight». Далее, по слухами, Diplo был продюсером трека, но в итоге на официальном сайте Мадонны было подтверждено, что она является единственным продюсером трека. «Hold Tight» был выбран третьим синглом с Rebel Heart в Италии. Он был отправлен на радиостанции страны 24 июля 2015 года.

## Участники записи
«Hold Tight» был написан и спродюсирован Мадонной, в качестве дополнительных соавторов указаны Дипло, Тоби Гэд, MoZella, Ариэль Рехшад и MNEK; последний также присутствует на бэк-вокале. Демацио «Demo» Кастельон и Ник Роуи были звукоинженерами песни, а Кастельон и Майк Дин делали микширование. Дополнительная запись звука была сделана Энджи То, а обработка в Pro Tools — Роном Тэйлором. «Hold Tight» был записан в трёх различных местах: отеле The Ritz (Москва), Grand Marina Hotel (Барселона) и Patriot Studios (Денвер, штат Колорадо/Венис, штат Калифорния). По воспоминанием MNEK, в 2014 году он работал с английским дуэтом Gorgon City, когда они порекомендовали его Diplo для работы над Rebel Heart. Вместе им пришла идея «Hold Tight», которая понравилась Мадонне. Закончив написание текста, она пригласила MNEK в студию для окончания записи. Рэпер прокомментировал сессию с Мадонной в интервью Digital Spy так:

Было круто. Действительно отличная сессия, она сама была очень милой. […] И, как полагаю, после выхода песню («Hold Tight») очень хорошо приняли её поклонники, так что да, классно! Она легенда, и это отличная возможность поработать с кем-то вроде Мадонны, которая буквально сформировала карьеры столь многих из тех артистов, с кем я хотел поработать и на кого равняюсь. Она королева!

## Профессиональные рецензии
«Hold Tight» — это «рефлексирующая и мрачная» поп-баллада в среднем темпе с мягкой электронной аранжировкой, атмосферными клавишными и маршевыми барабанами. Её «фольклорный» припев «скачет в эйфории над мерцающими арпеджио, подхватываемый свистом Джуно». Что, по мнению Эми Петтифер из The Quietus, «напоминает песню Кейт Буш Running Up That Hill». Джон Маррс из Gay Times отметил схожесть синтезаторов в песне с композицией альбома Confessions on a Dance Floor «Forbidden Love» и «эйфорической инструментовкой» британской электронной группы Faithless. Текст песни о том, что надо держаться и быть сильными, а также Мадонна поёт о себе «в шрамах и синяках». Адаму Хольцу из Plugged In песня показалась аналогичной по содержанию «Living for Love», а Петтифер отметила, что песня написана от множественного числа, как «вдохновляющий гимн выживанию плечом к плечу, коллективному и коммунальному, а не интимному и романтическому».
Джо Линч из Billboard описал песню как «сразу нравящийся трек с эпичным, захватывающим припевом». Льюис Корнер из Digital Spy написал, что «почти прыгает выше головы» (англ. neeps at its heels). Он особо акцентировал «диапазон, на котором голосу Мадонны даётся блеснуть — то, чего бы мы хотели чаще слышать». Лорен Мёрфи из The Irish Times назвала его «олдскульной поп-песней», особо выделив его в альбоме. Джон Маррс из Gay Times посчитал, что «благодаря своим грязным басам среднетемповый трек имеет мало общего с жидкой прозаической демкой», а также добавил, что «когда мелодия так хороша, она могла бы петь хоть рецепты из поваренной книги Мэри Берри». Эми Петтифер из The Quietus увидела «Шакировскую «Whenever, Wherever», если бы на неё смотрели сквозь мутные линзы потерянного поколения».

## Чарты
| Чарт (2014-15)                            | Наивысшее место |
| ----------------------------------------- | --------------- |
| Финляндия (Latauslista Download)          | 28              |
| Франция (SNEP)                            | 92              |
| Венгрия (Single Top 40)                   | 27              |
| Испания (PROMUSICAE)                      | 37              |
| DigiListan                                | 34              |
| Великобритания (OCC UK Singles Downloads) | 97              |

## Релиз
| Страна | Дата         | Формат                 | Лейбл                 |
| ------ | ------------ | ---------------------- | --------------------- |
| Italy  | 24 июля 2015 | Contemporary hit radio | Universal Music Group |